# Natriumphosphid
Natriumphosphid (genauer Trinatriumphosphid) ist eine anorganische chemische Verbindung des Natriums aus der Gruppe der Phosphide. Neben Na3P sind mit NaP, Na3P7, Na3P11, NaP7, and NaP15 fünf weitere Natriumphosphide bekannt.

## Gewinnung und Darstellung
Natriumphosphid kann durch Reaktion von Natrium und rotem Phosphor unter Argon gewonnen werden.

## Eigenschaften
Natriumphosphid ist ein außerordentlich luftempfindlicher roter Feststoff. Er besitzt eine hexagonale Kristallstruktur mit der Raumgruppe P63/mmc (Raumgruppen-Nr. 194). Diese besteht aus zwei Strukturelementen: Einer graphitähnlichen NaP-Schicht, die abwechselnd Na+ und P3− enthält und damit eine negative Gesamtladung hat und gewellten Schichten von Na+-Ionen, die die NaP-Schichten voneinander trennen.
Natriumphosphid reagiert mit Wasser unter exothermer Reaktion bei dem sich selbstentzündliche und hochtoxische Phosphine bilden.